# ميدان أمير جقماق
ميدان أمير جقماق: هو أحد أكبر وأقدم الأبنية التأريخية في جمهورية إيران. ويعتبر من أهم المجمعات التأريخية في يزد، والتي تقع في منتصف السياق المعماري القديم، وهي واحدة من المناطق الإستراتيجية الهامة في يزد. تم تشييد هذا المبنى قبل 600 عام. في مدينة يزد الإيرانية إبان حكم التيموريين من قبل (الأمير جلال الدين الشامي)، في القرن التاسع الهجري، ويشتمل هذا الميدان على مجموعة تراثية تأريخية. تتضمن مسجد أمير جقماق أو (مسجد الجامع الجديد)، وتكية أمير جقماق، ومخازن مياه تكية أمير جقماق، الذي يعود تأريخه إلى العهد الصفوي، وكلها تقع في هذا الميدان التأريخي.

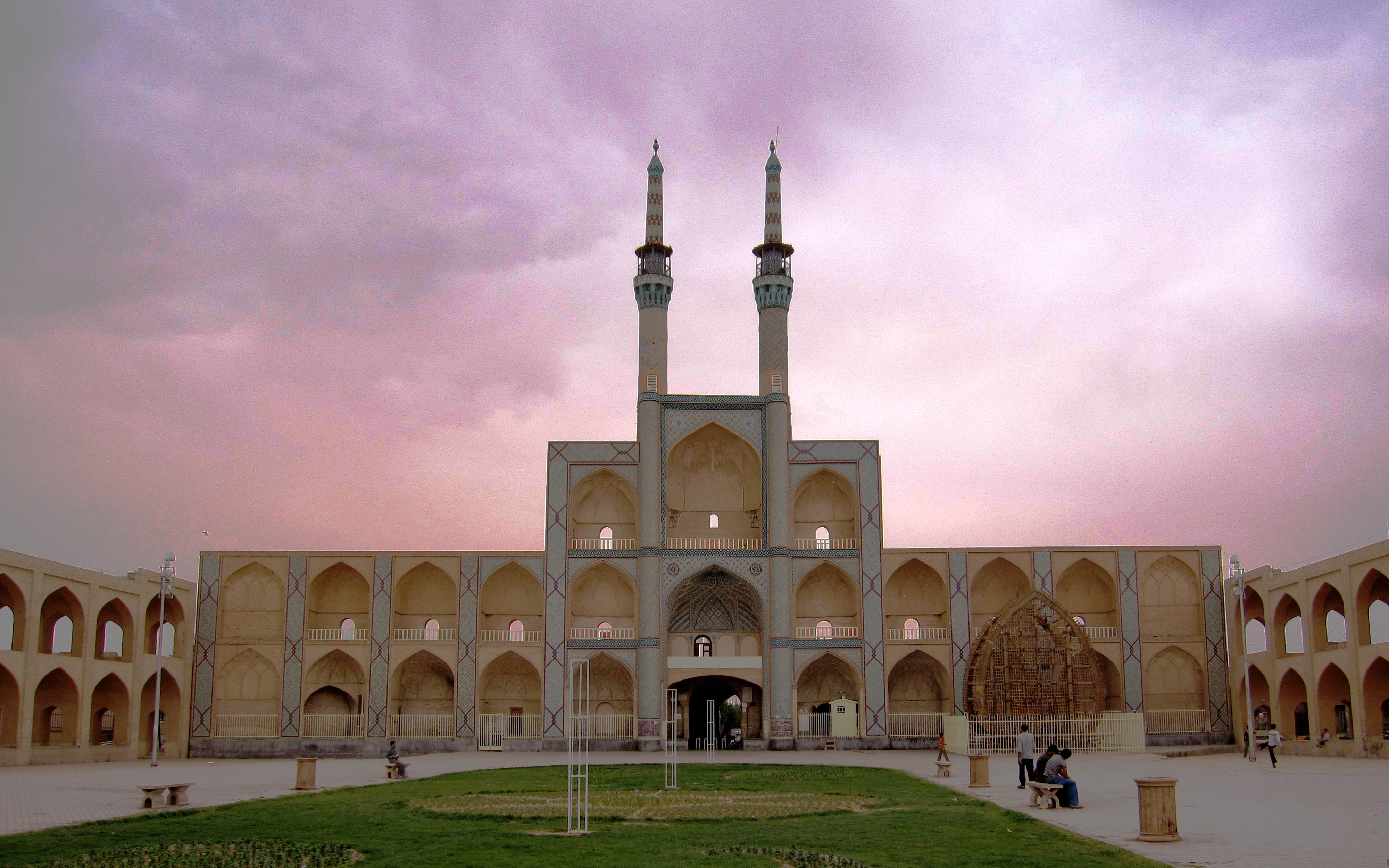
ميدان أمير جقماق في إيران

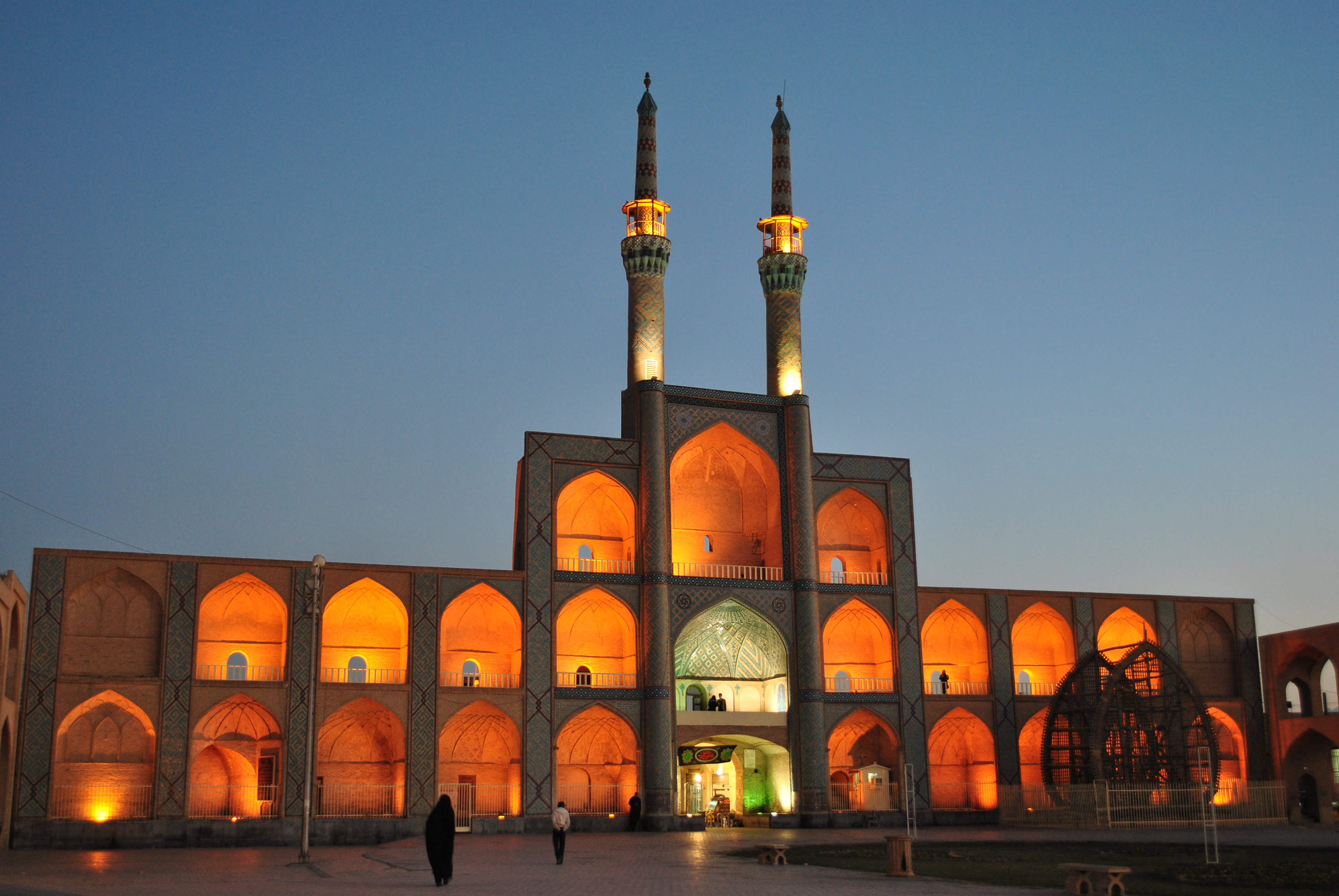
مجمع أمير جقماق ومسجد يزد ليلاً

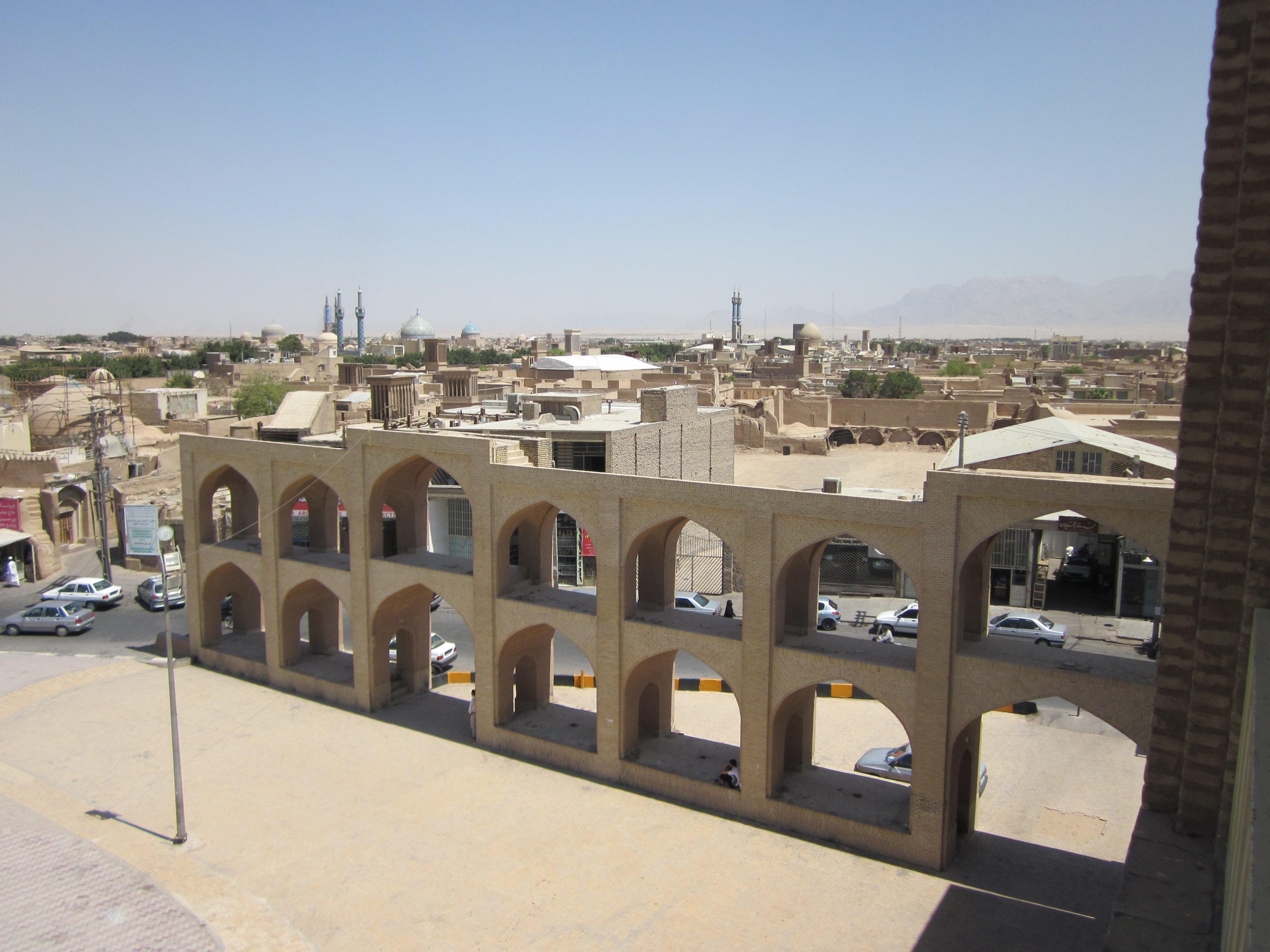
مجمع أمير جقماق، يزد، جمهورية إيران

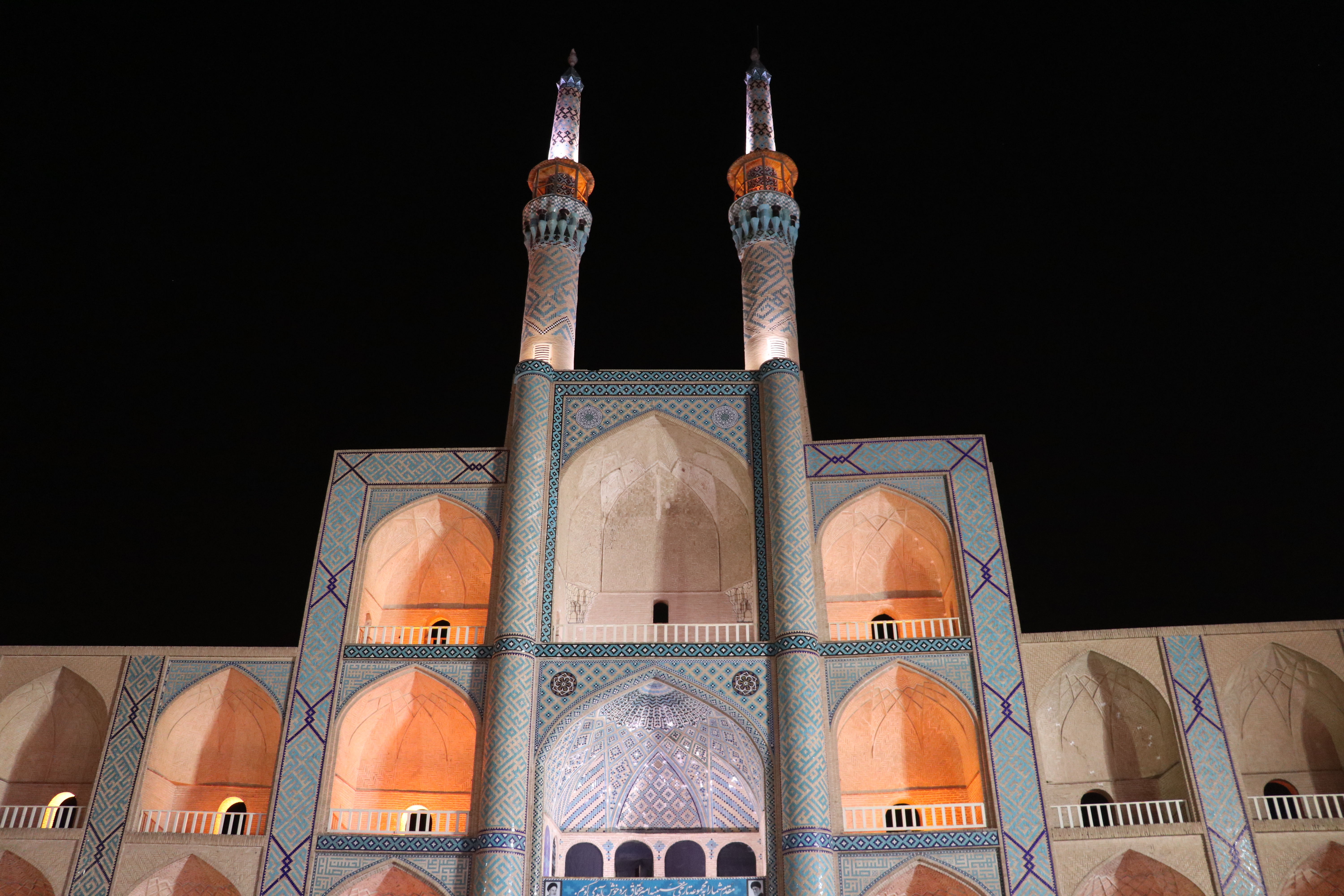
صورة ليلية لمجمع أمير جقماق

## الموقع
يقع هذا الميدان التأريخي في قلب مدينة يزد. التي تُعتبَر من المدن المهمة من حيث التراث الثقافي العريق حيث أنها لا تزال تحافظ على سكانها من الزرادشتين كما وتجاورها أربع محافظات هي أصفهان وكرمان وفارس وخراسان.

## المعالم التاريخية
يشتمل ميدان أمير جقمق التأريخي على عدة معالم تراثية أهمها:
▪ مسجد الأمير جقمق :
يُعَد هذا المسجد من روائع فن العمارة والبناء ويقع إلى الجنوب من ساحة أمير جقماق، وقد انتهى بناؤه عام 841 للهجرة. ولهذا المسجد مدخلان فخمان وقبة بيضوية الشكل مرصعة من الخارج بالكاشي الاخضر، ولها صحن ومحراب ومئذنة مستطيلة الشكل.
▪ تكية أمير جقماق :

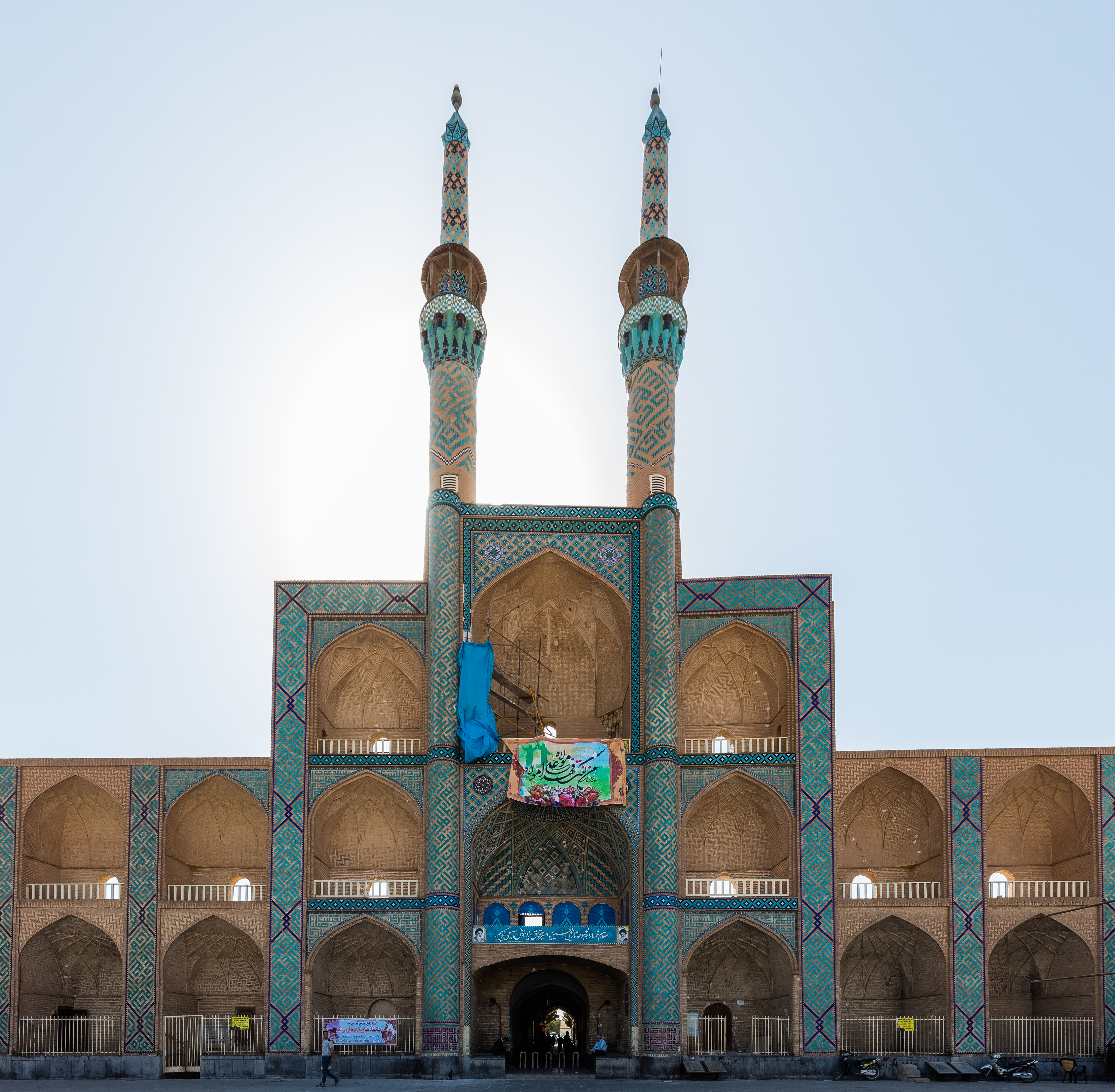
ميدان أمير جقماق في جمهورية إيران

هذا البناء أيضاً، هو ضمن هذه المجموعة ويتصف بكونه ذا منارتين قائمة على مدخل مستطيل وجزء من أعلى الباب مغطى بالقاشاني ويطل على سوق يزد القديم، وقد شُيّدَ أواخر القرن التاسع للهجرة، وتزامناً مع بناء مسجد أمير جقماق، ولكن تصميمه بمنارتين وحجيرات صغيرة مكشوفة من الأمام، كل هذا يوحي إلى طراز القرن الثالث عشر للهجرة. ولهذه التكية خمس غرف وبتصميم مقوس من الجهتين، وقد استُخدِمَ في البناء الآجر المطلي والقاشاني، وزُيّنَ أسفل المنارة بالخط الكوفي ذي اللون الأزرق الغامق، وفي وسطه حجر من المرمر الجميل وقد حُفِرَ عليه إسم مؤسسه وتأريخ تشييده وبخط النسخ، كما نلاحظ على أطراف الغرف آيات من القران الكريم نُقِشَت عليه أسماء الله الحسنى بالكاشي المعرق الجميل.
▪ مخازن مياه تكية أمير جقماق :
هي الأخرى من المعالم الأثرية التأريخية النادرة، حيث يرجع قِدَمِها إلى العهد الصفوي، ومدخلها من ثاني أيوانات تكية أمير جقماق، وللنزول إلى هذه المخازن هناك صُمِمَت ثمانية سلالم من جانب التكية تتصل بأربعين أخرى تصل المخازن إلى تحت السوق. ولمخزن الماء هذا أربع فتحات من الأعلى تسمى بالبادجيرات، شُيّدَت بشكل فريد وعلى هيئة قبة وضمن المخزن تحت الارض، ولا يبرز منها شيء فوق الأرض. أما بادجيراتها الأربعة فبقيت منه إثنان فقط بارزتان بشكل جزئي من أرض السوق.
▪ نخل تكية أمير جقمق :
ان تسمية نخل، ليست هي نخلة التمر كما يوحي الإسم. أنما هو رمز للحرية، وهو بشكل قفص مشبك كبير معقودة أخشابه الطويلة والسميكة، وهو مكعب الشكل بابعاد: 28×28×28 متراً، ويقع في الجانب الشرقي من الساحة، ويرجع قِدَمِهِ إلى عام 1229 للهجرة، وتُقام مراسم خاصة في هذه الساحة كل عام.

## معرض الصور

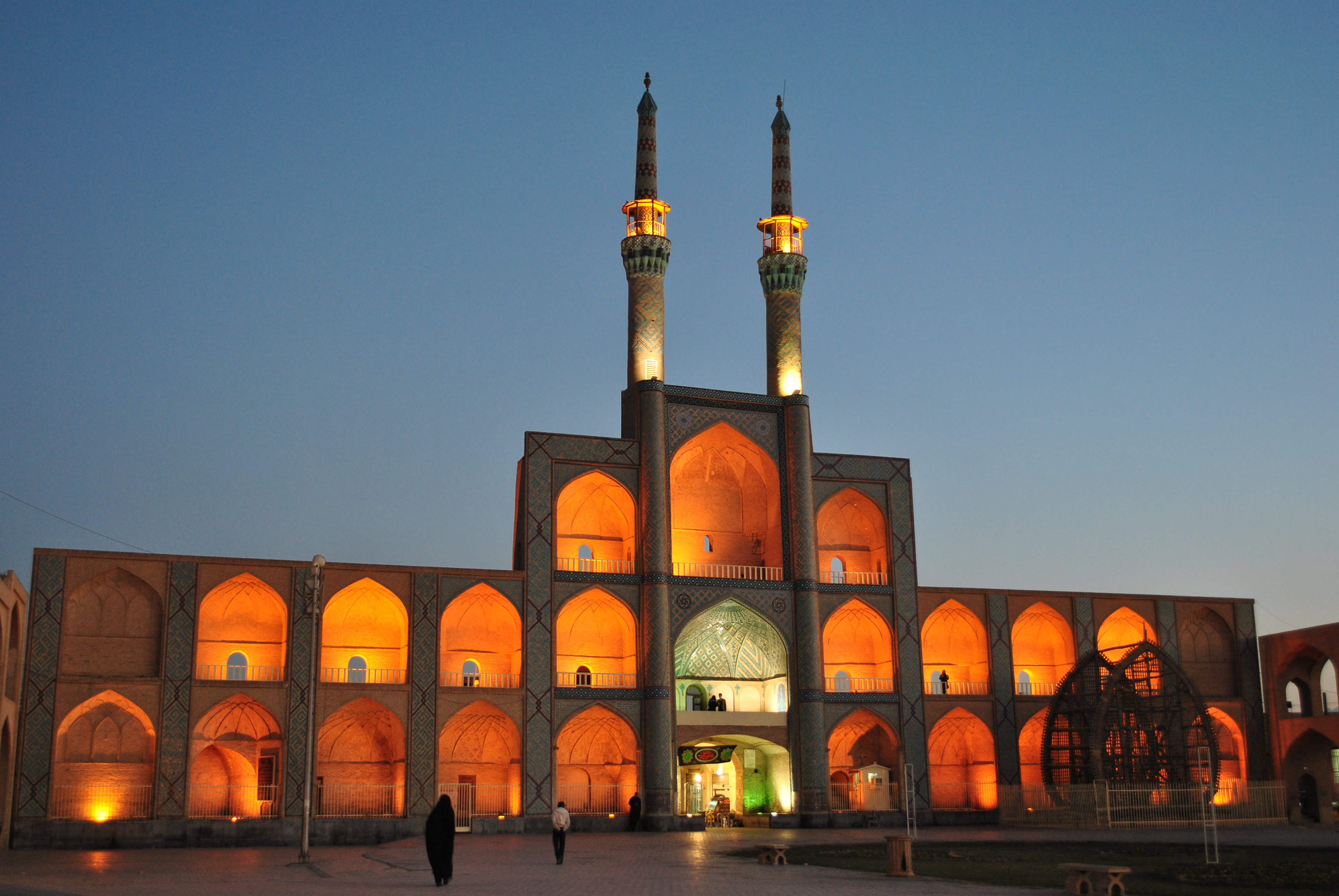
مجمع أمير جقماق ومسجد يزد ليلاً
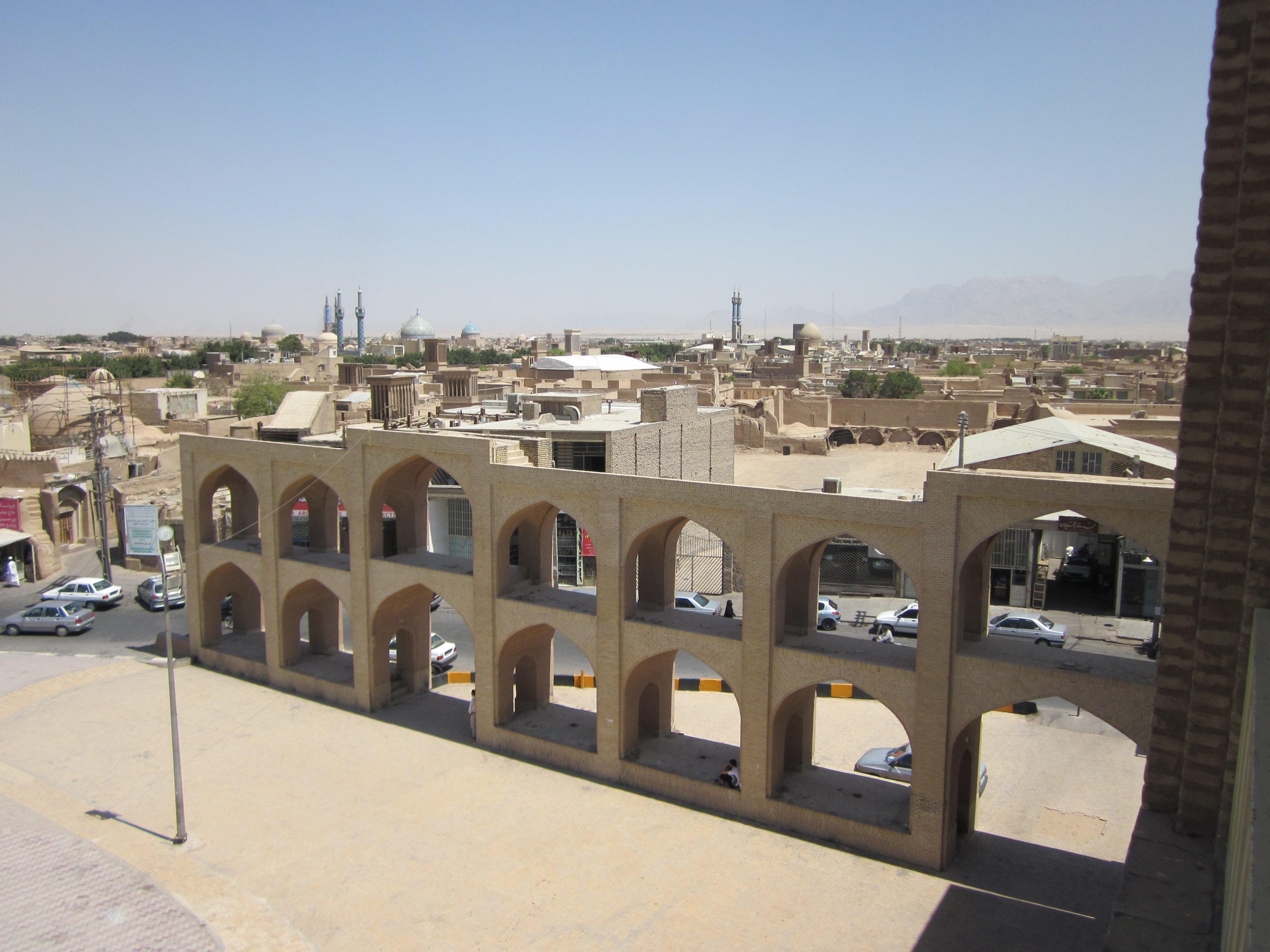
مجمع أمير جقماق، يزد، جمهورية إيران
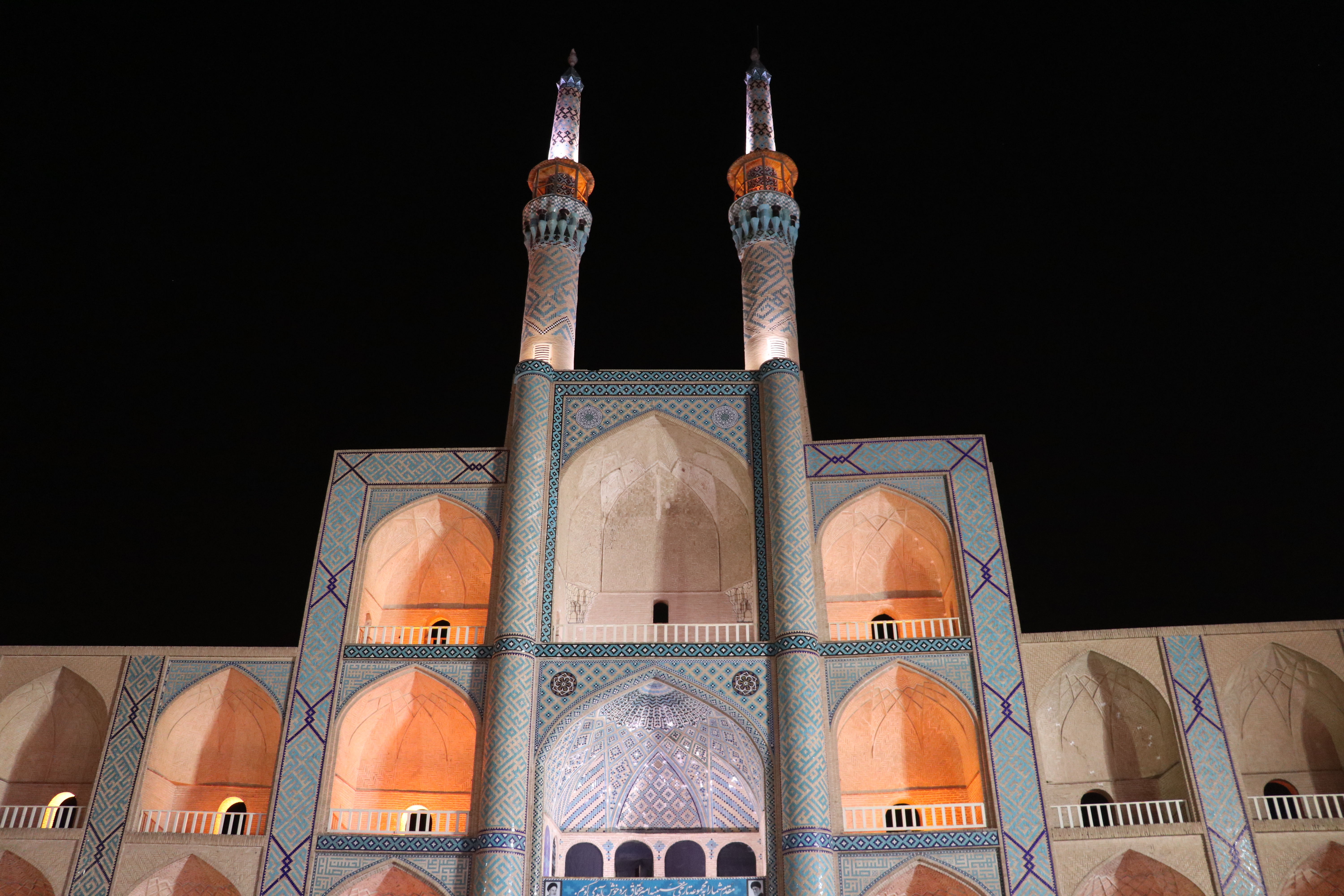
صورة ليلية لمجمع أمير جقماق
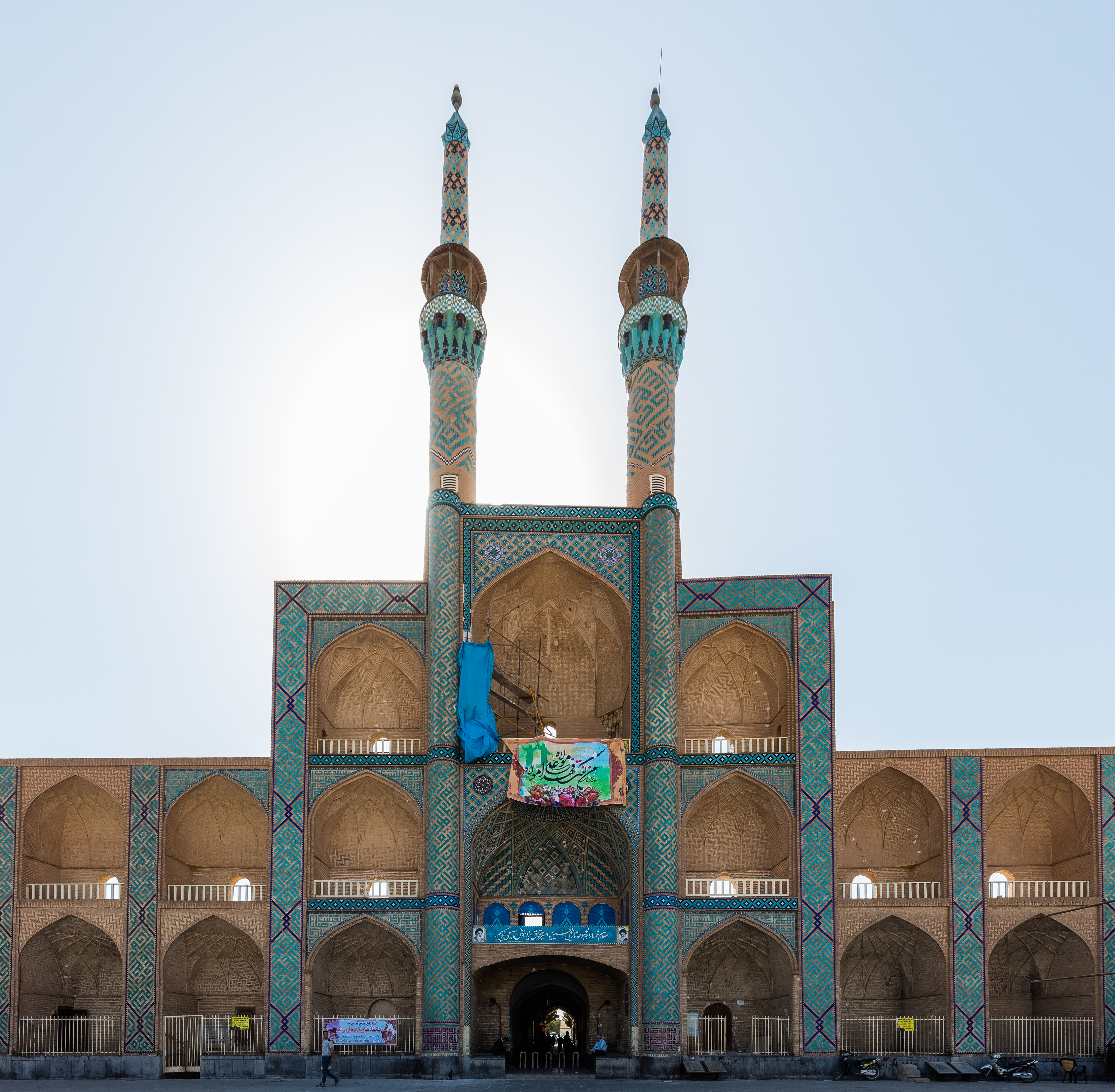
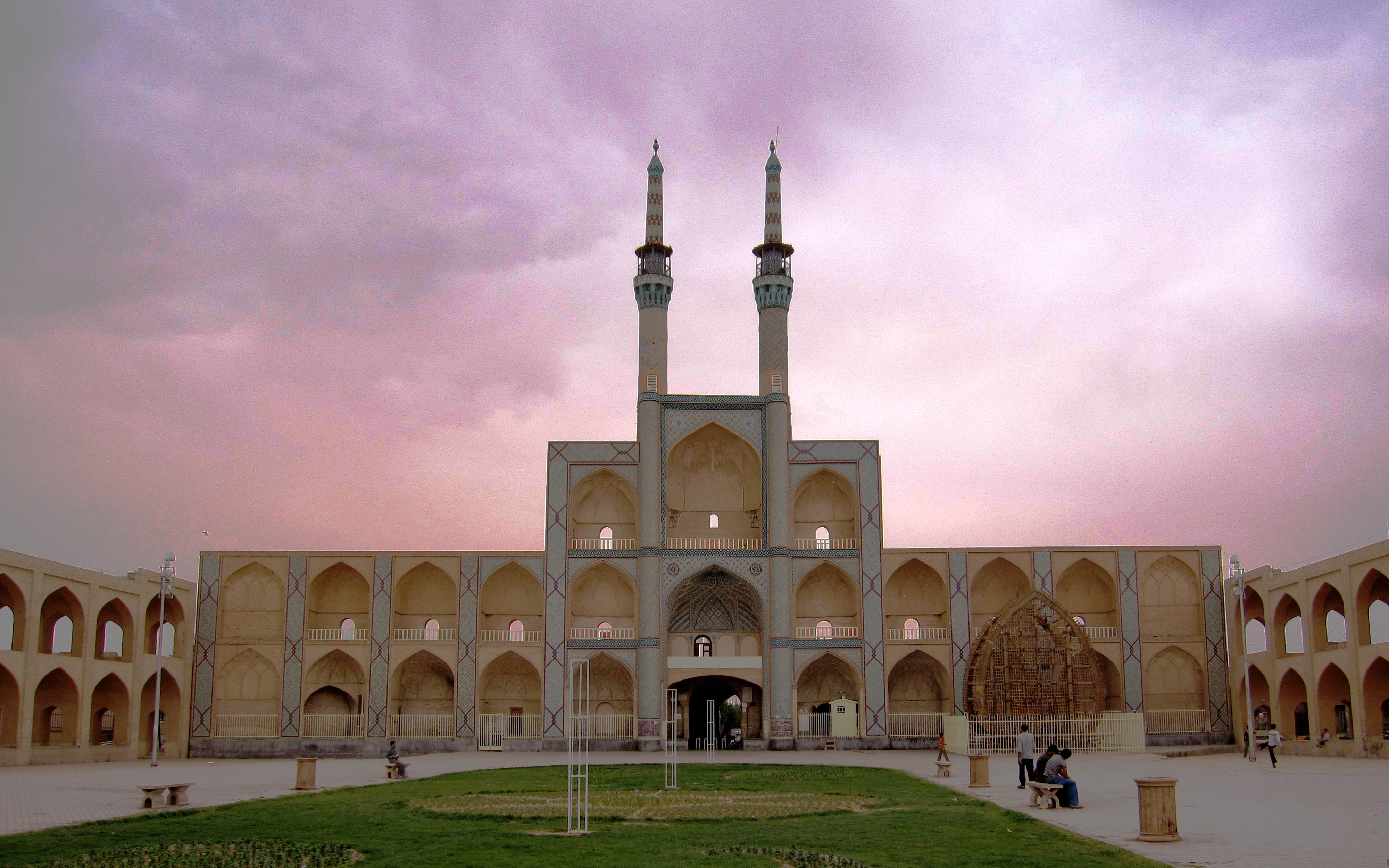